# Amarant (fugl)
 For alternative betydninger, se Amarant. (Se også artikler, som begynder med Amarant)
Amarant (latin: Lagonosticta senegala) er en fugleart, der lever i subsaharisk Afrika.